# Tunesië op de Olympische Zomerspelen 1976
Tunesië nam deel aan de Olympische Zomerspelen 1976 in Montréal, Canada. Het was een van de landen die zich terugtrok van de Spelen vanwege de Afrikaanse kwestie, uit protest tegen de deelname van Nieuw-Zeeland, een land dat nog steeds contacten onderhield met Zuid-Afrika. Voordat Tunesië zich terugtrok waren tussen 18 en 20 juni al een aantal Tunesiërs in actie gekomen.

## Deelnemers en resultaten per onderdeel

### Boksen
Mannen weltergewicht
- Fredj Chtioui
  - Eerste ronde - verloor van  David Jackson (de scheidsrechter stopte de wedstrijd na 2:06 in de tweede ronde)

### Zwemmen
Mannen, 200 meter vrije stijl
- Ali Gharbi
  - Serie - 1:55.82 (→ ging niet verder, 24e plaats)

Vrouwen, 100 meter vrije slag
- Myriam Mizouni
  - Serie - 1:02.42 (→ ging niet verder, 38e plaats)

Vrouwen, 400 meter vrije stijl
- Myriam Mizouni
  - Serie - 4:43.11 (→ ging niet verder, 28e plaats)

Amerikaanse Maagdeneilanden · Andorra · Antigua en Barbuda · Argentinië · Australië · Bahama's · Barbados · België · Belize · Bermuda · Bolivia · Bondsrepubliek Duitsland · Brazilië · Bulgarije · Canada · Chili · Colombia · Costa Rica · Cuba · Denemarken · Dominicaanse Republiek · Duitse Democratische Republiek · Ecuador · Egypte · Fiji · Filipijnen · Finland · Frankrijk · Griekenland · Groot-Brittannië · Guatemala · Haïti · Honduras · Hongarije · Hongkong · Ierland · IJsland · India · Indonesië · Iran · Israël · Italië · Ivoorkust · Jamaica · Japan · Joegoslavië · Kaaimaneilanden · Kameroen · Koeweit · Libanon · Liechtenstein · Luxemburg · Maleisië · Marokko · Mexico · Monaco · Mongolië · Nederland · Nederlandse Antillen · Nepal · Nicaragua · Nieuw-Zeeland · Noord-Korea · Noorwegen · Oostenrijk · Pakistan · Panama · Papoea-Nieuw-Guinea · Paraguay · Peru · Polen · Portugal · Puerto Rico · Roemenië · San Marino · Saoedi-Arabië · Senegal · Singapore · Sovjet-Unie · Spanje · Suriname · Thailand · Trinidad en Tobago · Tsjecho-Slowakije · Tunesië · Turkije · Uruguay · Venezuela · Verenigde Staten · Zuid-Korea · Zweden · Zwitserland